# 玛丽·安妮·奥康纳
玛丽·安妮·奥康纳（英語：Mary Anne O'Connor，1953年10月1日—），生于布里奇波特，美国女子篮球运动员。她曾代表美国国家队参加1976年夏季奥林匹克运动会篮球比赛，获得一枚银牌。